# Barett

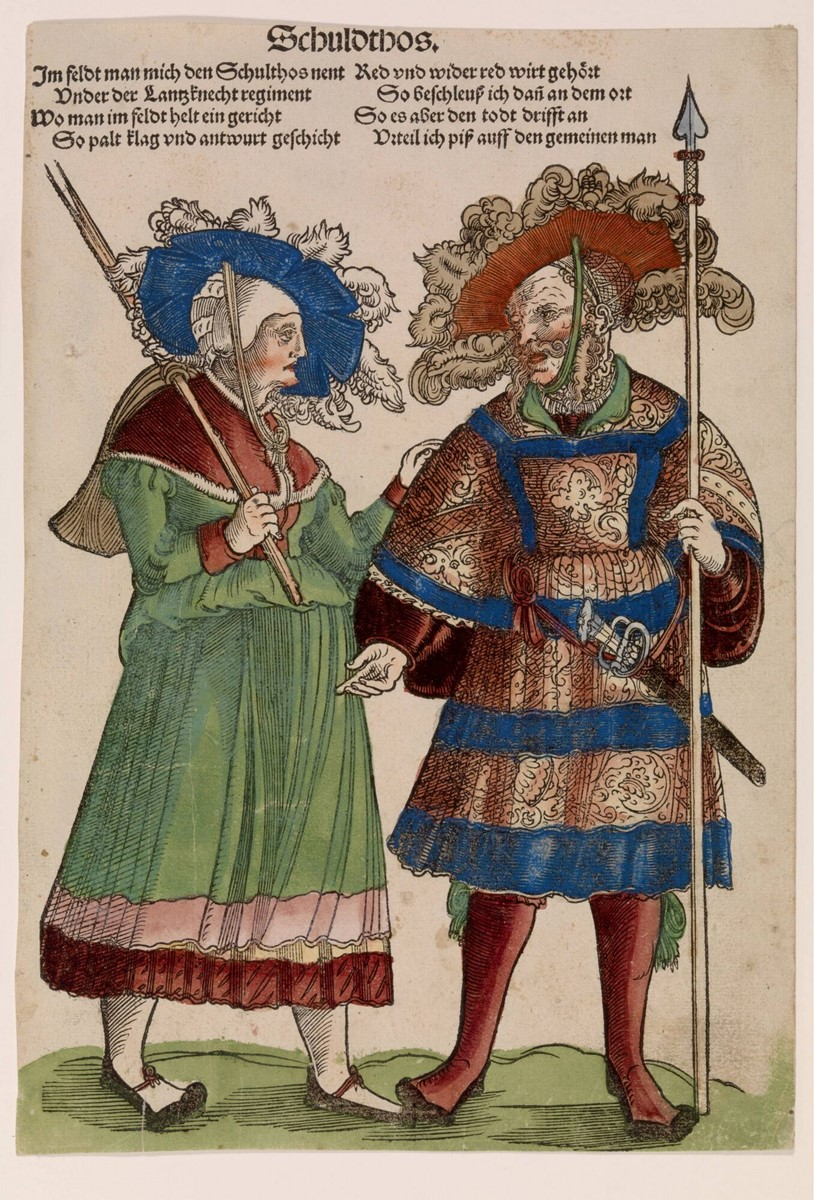
Ein Schultheiß und eine Frau, beide mit federgeschmückten Baretts, darunter eine Calotte tragend, 1530, Holzschnitt von Niklas Stör

Ein Barett (in der Schweiz auch Béret [ˈberɛ]) ist eine flache, runde oder eckige Kopfbedeckung ohne Schirm oder Krempe. Das Wort wurde im 15. Jahrhundert aus dem mittellateinischen barretum/birretum entlehnt. Seit der frühen Renaissance 1449 bis 1525 in Italien wurde das Barett aus Filz, Stoff, Samt oder gefütterter Seide gefertigt und war den gebildeten Ständen vorbehalten.

## Geschichte
Das Wort barretum/birretum hat seinen Ursprung im lateinischen birrus „kurzer Umhang mit Kapuze“. Man glaubt, dass der Ursprung des Wortes birrus im Keltischen liegt. Dort gibt es ein gleichlautendes Wort, das übersetzt in etwa die Bedeutung von kurz besitzt. Auch das altgriechische βίρρος – bírros könnte aus dieser keltischen Wortwurzel stammen. Im Irischen hat sich dazu das Wort bai read erhalten. Unsicher bleibt, ob das deutsche Wort Barett aus dem Französischen entlehnt wurde oder direkt auf die mittellateinischen Formen zurückgeht.
Das vom Barettmacher verfertigte Barett ist seit dem 15. Jahrhundert in der europäischen Mode bekannt und wurde ursprünglich als Zeichen gebildeter Stände getragen. Über den Adel wurde das Barett zu einem europaweit beliebten Modestück bei Bürgertum und Bauernstand. Mit dem Aufkommen neuer Hutformen im Laufe des 16. Jahrhunderts, speziell im damals stilbildenden Spanien, wurde das Barett bis 1600 langsam wieder aus der Mode verdrängt. Bei den im späten 15. Jahrhundert ebenfalls aufkommenden Landsknechten war das Barett neben anderen Hutformen und Helmen eine sehr beliebte Kopfbedeckung.
Als Barettschmuck dienten häufig Stickereien, Agraffen, Perlenschnüre (nur beim Adel) oder Federn (etwa bei den Landsknechten). Die Verbindung Talar und Barett entspricht der akademischen Amtstracht und wird heute vor allem in den angloamerikanischen Ländern bei Graduierungsfeiern getragen, neuerdings aber auch wieder in Deutschland.
Nach seinem Ende als Modestück hielt sich das Barett als Kopfbedeckung bäuerlicher Bevölkerungen. Sehr bekannt wurde das Barett in der Form der Baskenmütze, die zur Tracht der Schäfer in den Pyrenäen gehörte.
In Deutschland erfuhr das Barett im freiheitlich denkenden Bürgertum mit den Befreiungskriegen als politisch motiviertes Kleidungsstück eine kurze Wiedergeburt. Es gehörte damals zur sogenannten Altdeutschen Tracht, die sich sehr frei an der Zeit Martin Luthers anlehnen wollte. Diese Kleidermode galt nach dem Wiener Kongress bei den wiedererstarkten deutschen Fürsten und Königen als so provokativ und aufrührerisch, dass sie teilweise verboten wurde. Als Bestandteil dieser Tracht ist das Barett bis heute bei einigen Studentenverbindungen Teil der Chargenkleidung.

## Varianten

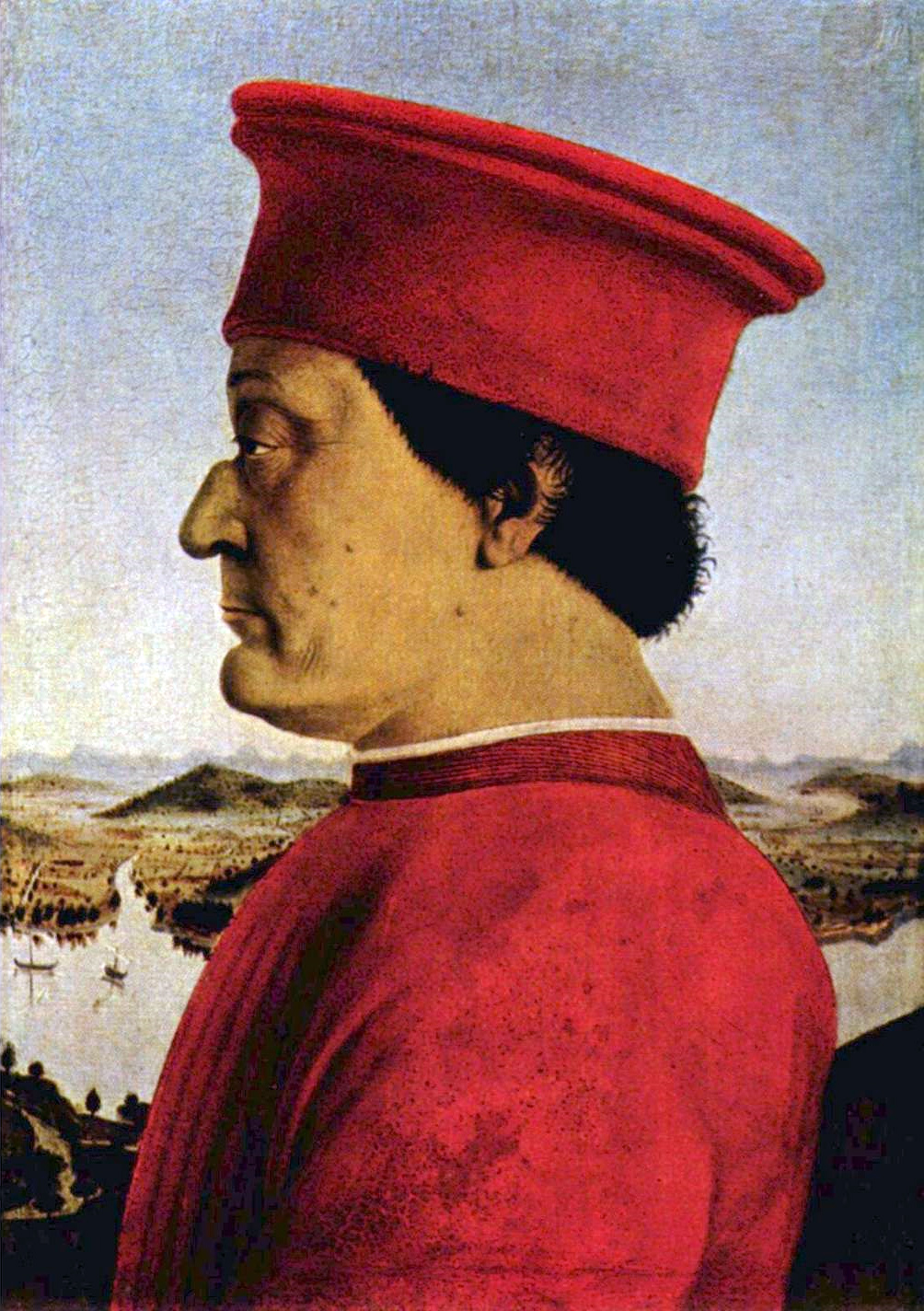
Barett eines Fürsten des 15. Jahrhunderts (Federico da Montefeltro)
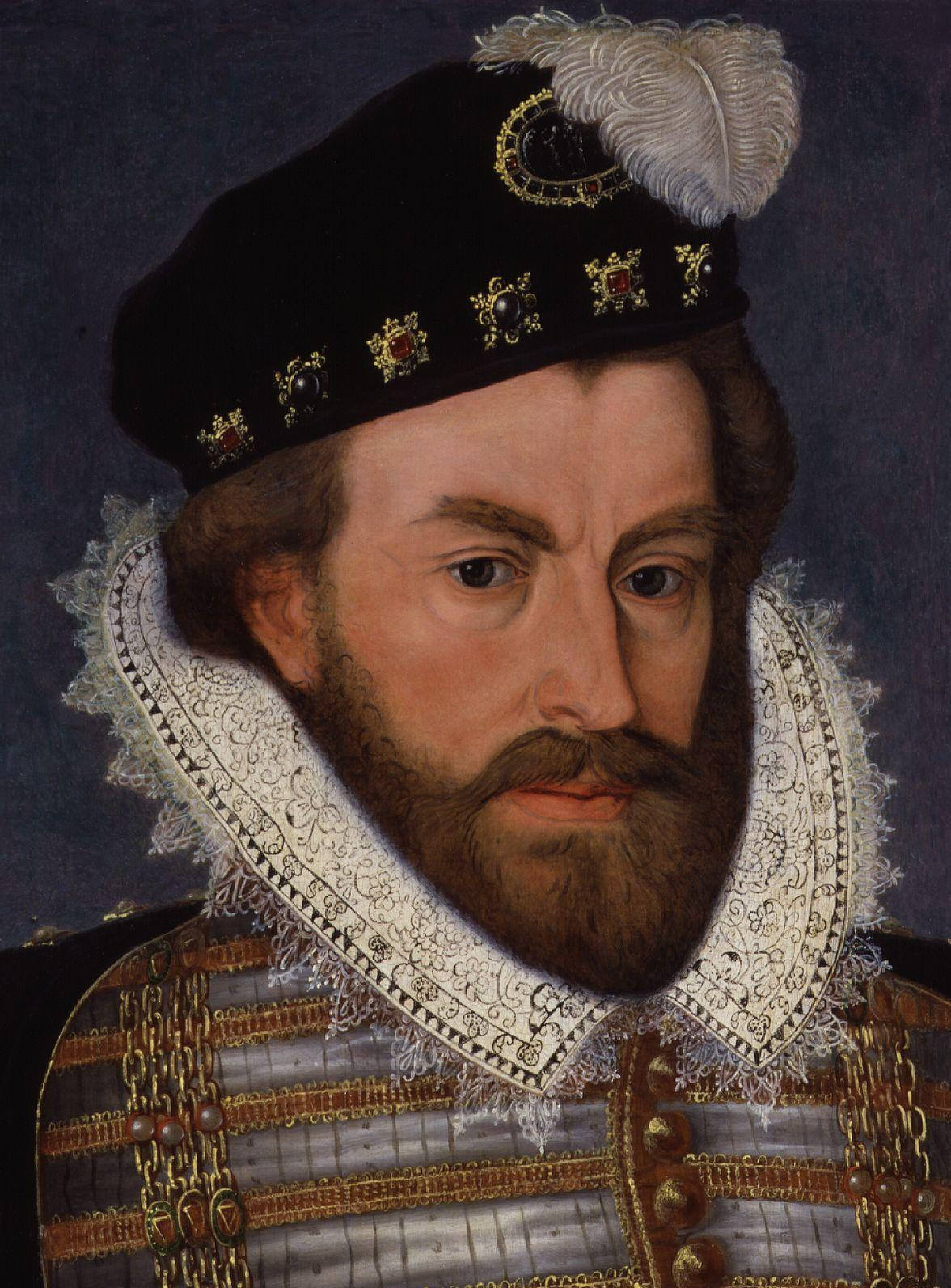
Barett eines Adeligen des 16. Jahrhunderts (Christopher Hatton)
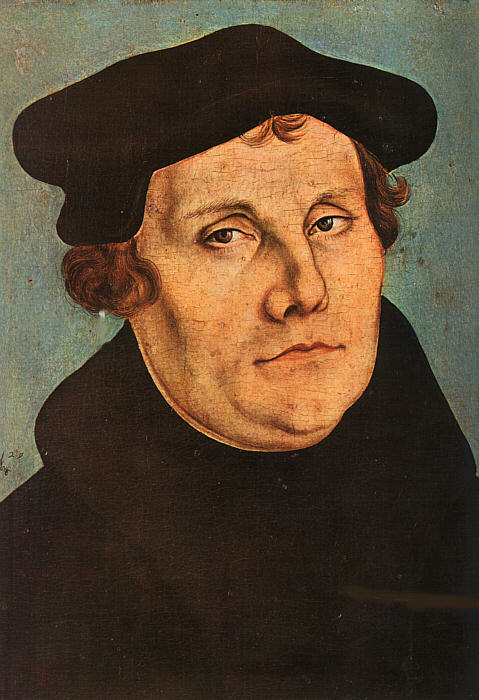
Martin Luther im Ornat eines Theologie-Professors, 1529
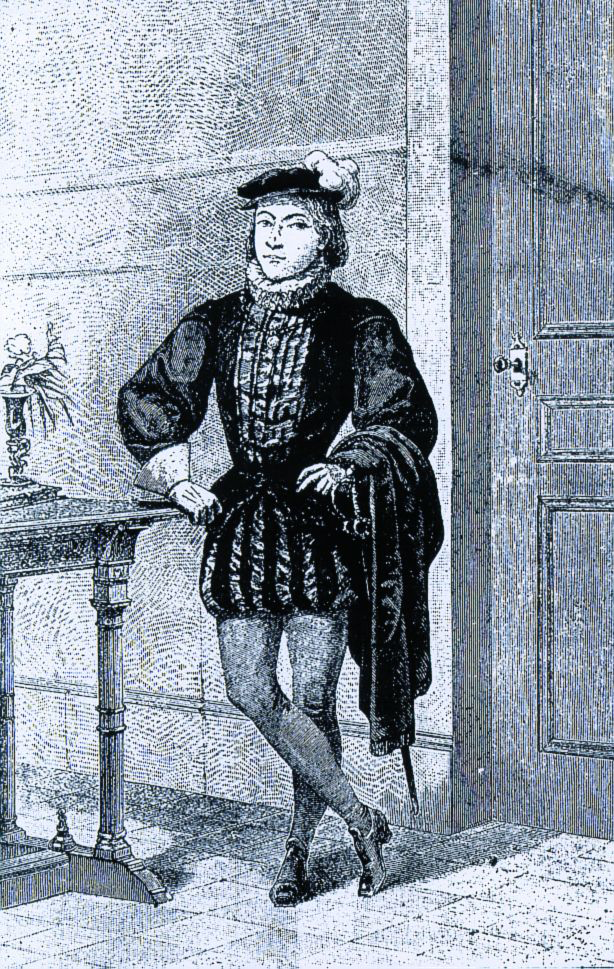
Student in Paris, 1578 (Franz von Sales)
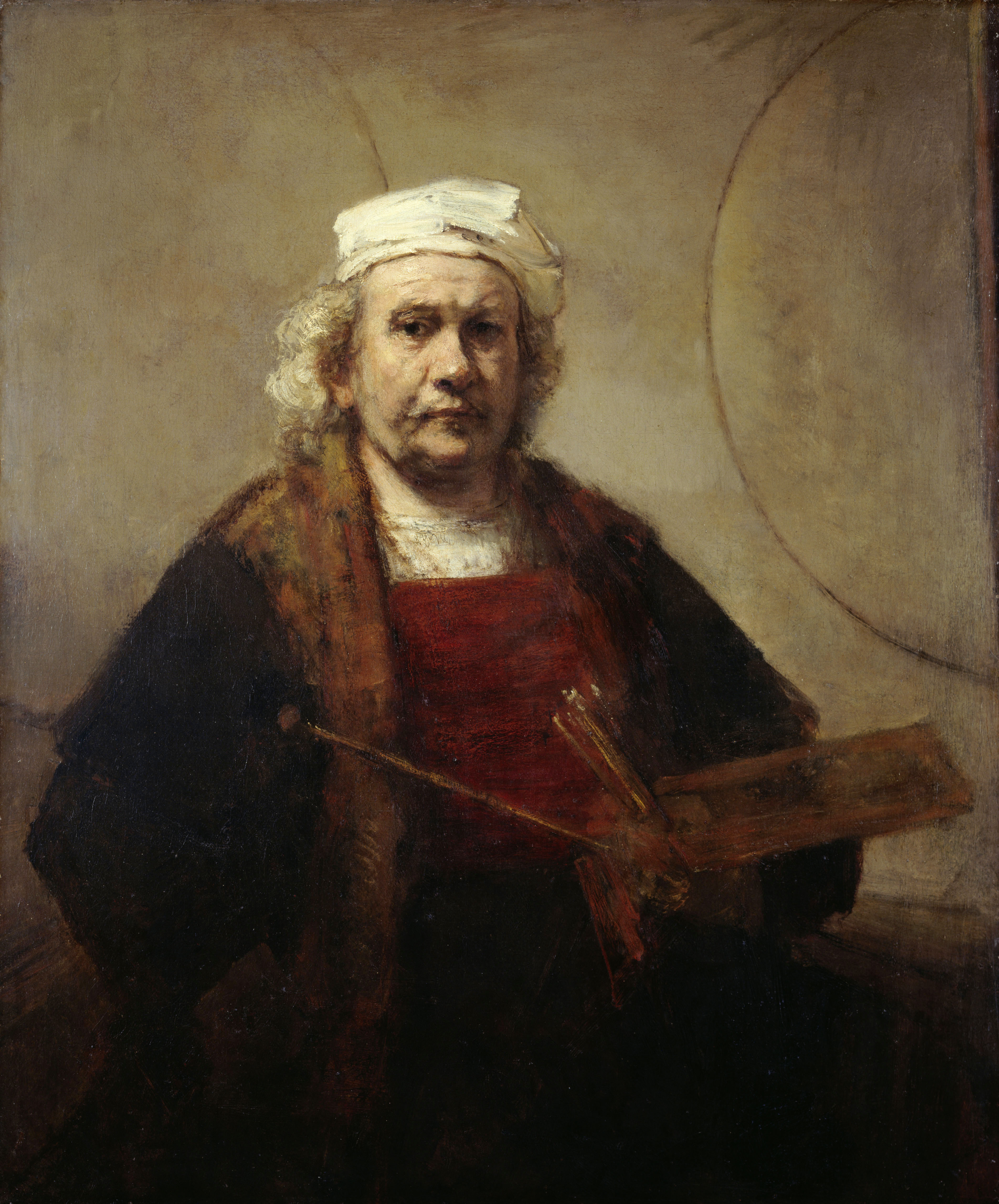
Rembrandt, Selbstporträt, 1660, Kenwood House in London
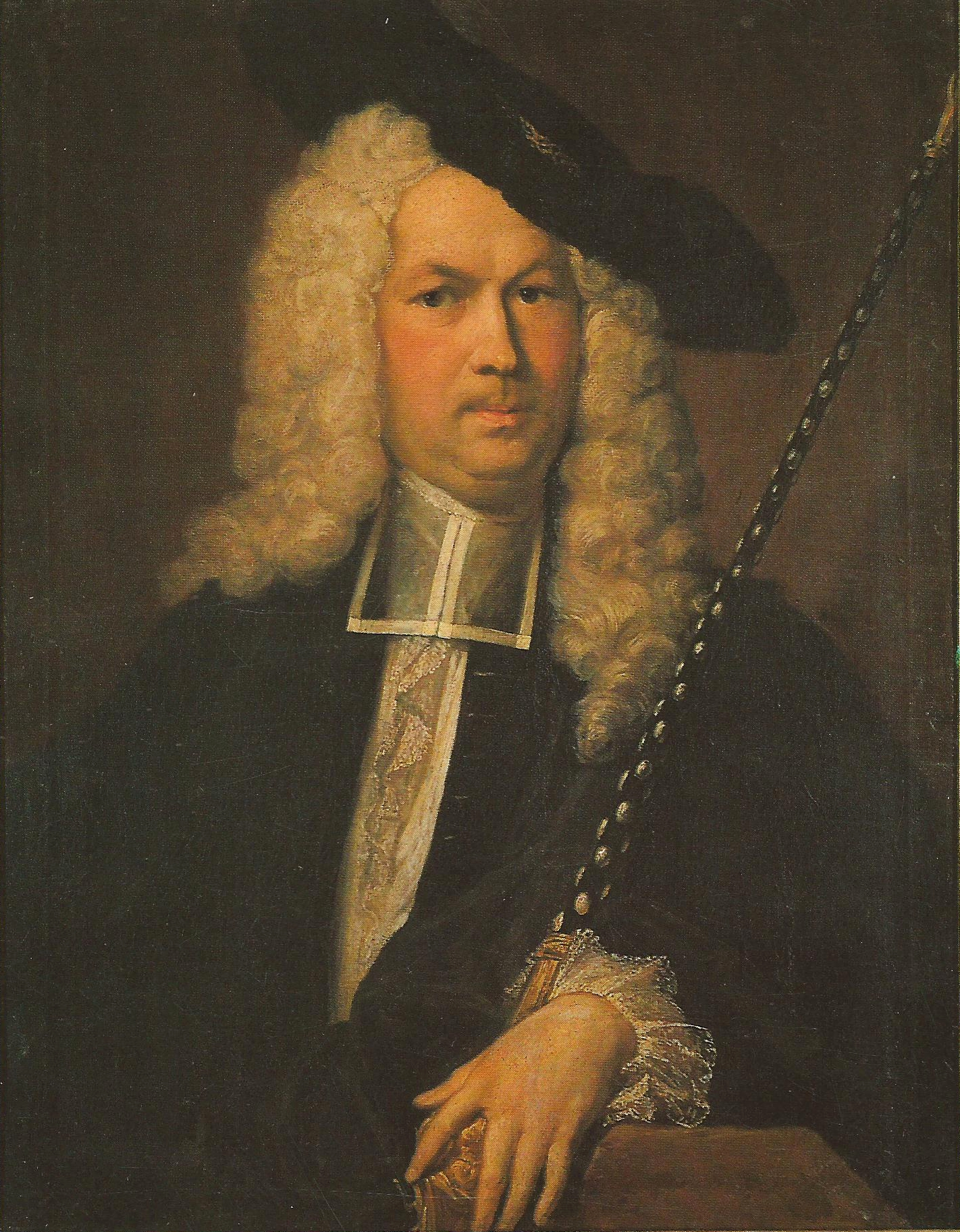
Der Berner Grossrat und Grossweibel Samuel Küpfer mit Barett, 1732
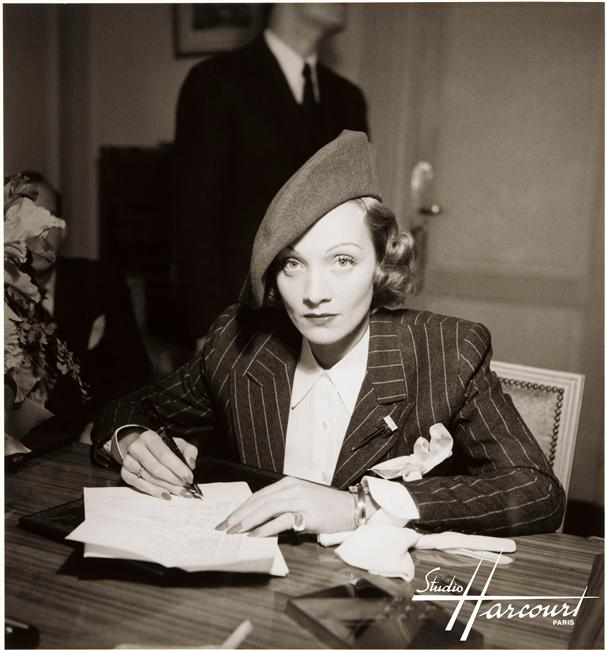
Studio Harcourt Paris 1938, (Marlene Dietrich)
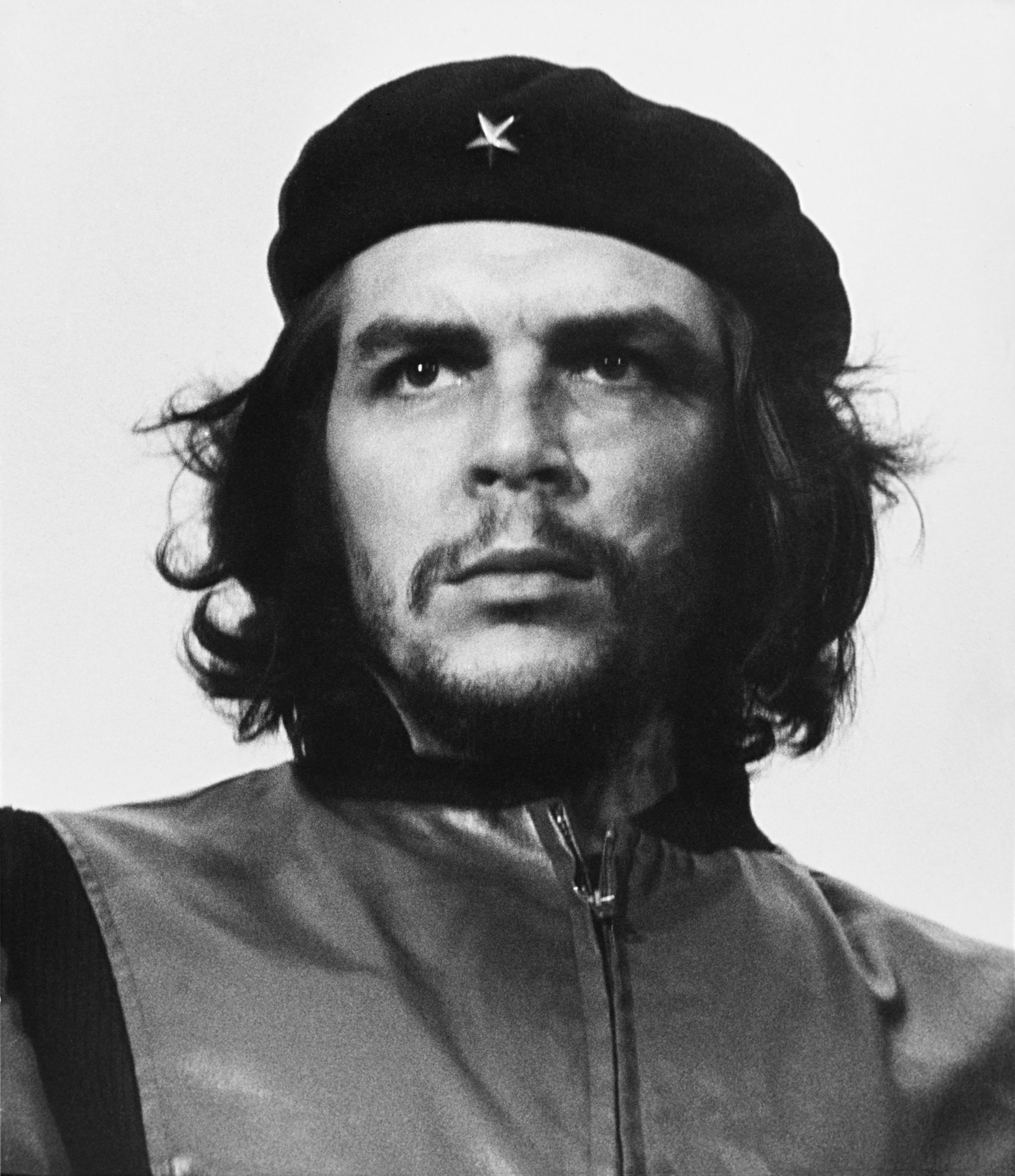
Che Guevara, Guerrillero Heroico, 1960

## Heutige Varianten
- bei Militär und Polizei, Zoll, THW und Feuerwehr; siehe Barett (Uniform)
- in der Kirche, als Teil der Amtstracht (dann auch Birett); siehe Birett
- bei Wandervögeln (seit den 1920er Jahren) und Pfadfindern (seit den 1960er Jahren)
- bei Akademikern, wenn Talar getragen wird; siehe Doktorhut
- bei den Richtern des Bundesgerichtshofs, des Bundesverfassungsgerichts und den anderen Bundesgerichten Deutschlands (ausgenommen des Bundespatentgerichts) sowie bei Richtern und Staatsanwälten in Österreich

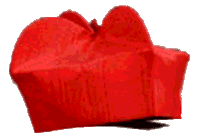
Birett eines Kardinals
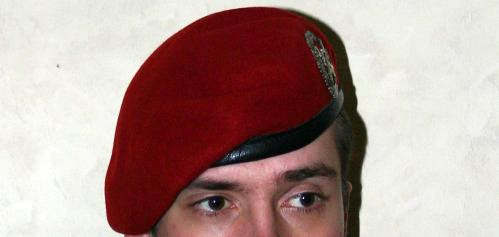
Barett eines Soldaten der Deutschen Bundeswehr
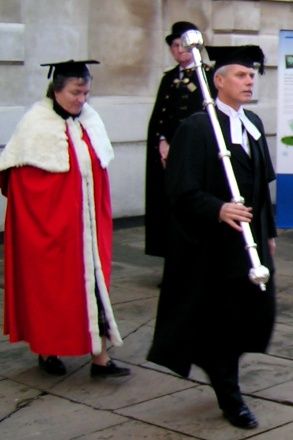
Doktorhut, University of Cambridge
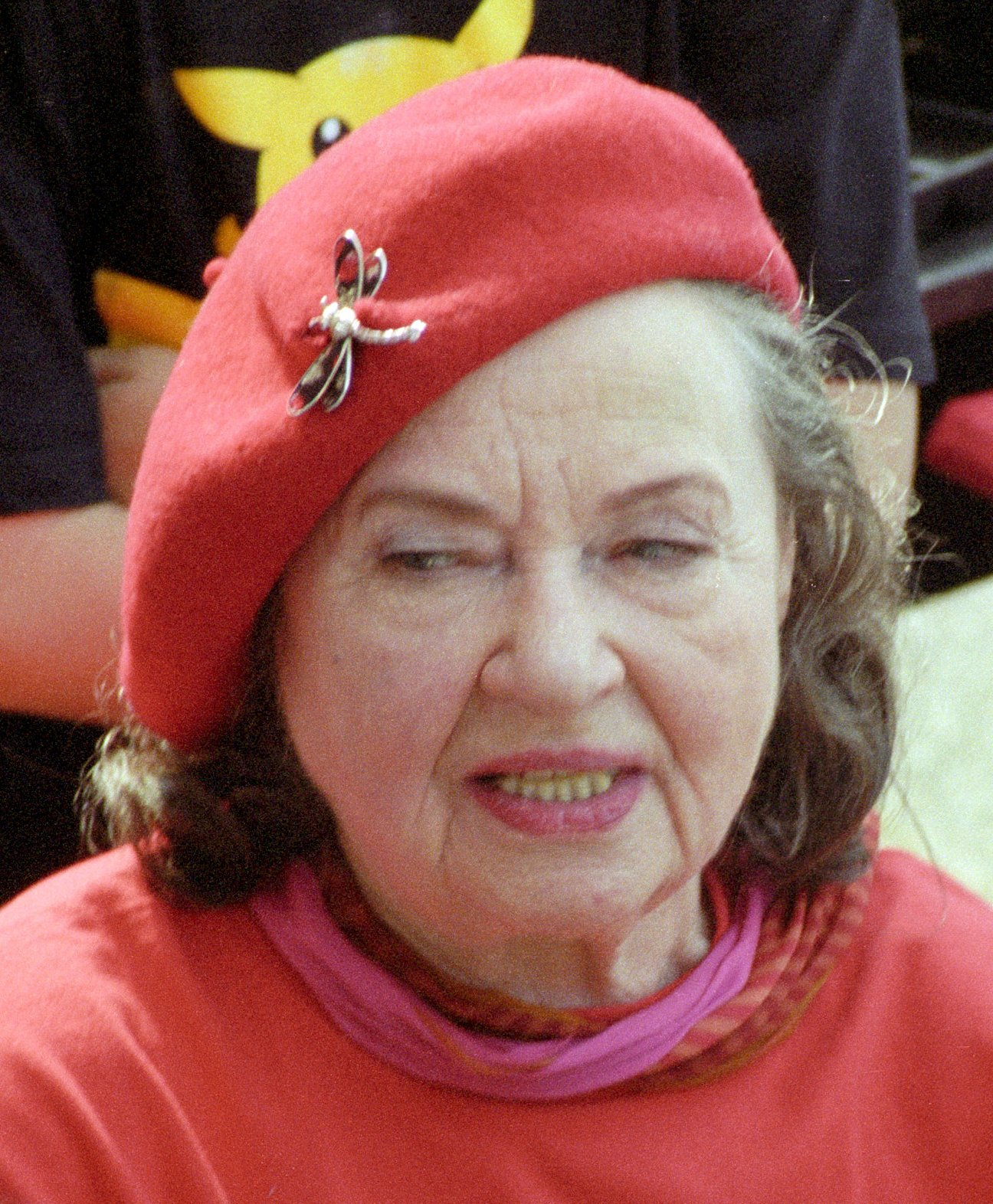
Modische Kopfbedeckung bei Tana Schanzara